# Parepilysta unicolor
Parepilysta unicolor är en skalbaggsart som beskrevs av Stefan von Breuning 1959. Parepilysta unicolor ingår i släktet Parepilysta och familjen långhorningar. Inga underarter finns listade i Catalogue of Life.